# El Orjane
Elorjane (franska: Elorjane (CR), Elorjane (Commune Rurale), arabiska: سيدي حرازم) är en kommun i Marocko.   Den ligger i provinsen Boulemane och regionen Fès-Meknès, i den nordöstra delen av landet, 290 km öster om huvudstaden Rabat. Antalet invånare är 7 609.